# Coupe continentale féminine de saut à ski 2012-2013
Navigation
Édition précédente Édition suivante
La coupe continentale féminine de saut à ski 2012-2013 est la 9e édition de la coupe continentale féminine de saut à ski, compétition de saut à ski organisée annuellement. Elle se déroule du 2 au 10 mars 2013. Depuis la saison précédente, elle ne représente plus l'élite du saut à ski féminin, qui s'affrontent lors des épreuves de Coupe du monde féminine de saut à ski.
L'unique rendez-vous estival de Coupe Continentale en Norvège à Lillehammer pour deux concours les 8 et 9 septembre fait l'objet d'un classement séparé.
La Coupe hivernale est programmée avec trois étapes pour six épreuves disputées, à Notodden en Norvège, en Allemagne à Oberwiesenthal, et en Suède à Örnsköldsvik. Le 24 novembre, les compétitions de Notodden sont annulées par manque de neige. L'épreuve du dimanche 3 mars à Oberwiesenthal est annulée ; elle est finalement disputée à Örnsköldsvik le samedi suivant.

## Points attribués à chaque compétition
| Place  | 1er | 2e  | 3e  | 4e  | 5e  | 6e  | 7e  | 8e  | 9e  | 10e | 11e | 12e | 13e | 14e | 15e |
| ------ | --- | --- | --- | --- | --- | --- | --- | --- | --- | --- | --- | --- | --- | --- | --- |
| Points | 100 | 80  | 60  | 50  | 45  | 40  | 36  | 32  | 29  | 26  | 24  | 22  | 20  | 18  | 16  |
|        |     |     |     |     |     |     |     |     |     |     |     |     |     |     |     |
| Place  | 16e | 17e | 18e | 19e | 20e | 21e | 22e | 23e | 24e | 25e | 26e | 27e | 28e | 29e | 30e |
| Points | 15  | 14  | 13  | 12  | 11  | 10  | 9   | 8   | 7   | 6   | 5   | 4   | 3   | 2   | 1   |

## Calendrier
Source calendrier : FIS.
| Date              | Lieu           | Épreuve | Vainqueur                  | Deuxième                   | Troisième             |
| ----------------- | -------------- | ------- | -------------------------- | -------------------------- | --------------------- |
| 8 septembre 2012  | Lillehammer    | HS100   | Daniela Iraschko           | Jacqueline Seifriedsberger | Julia Kykkaenen       |
| 9 septembre 2012  | Lillehammer    | HS100   | Jacqueline Seifriedsberger | Daniela Iraschko           | Anja Tepes            |
| 30 novembre 2012  | Notodden       |         | annulé                     | annulé                     | annulé                |
| 1er décembre 2012 | Notodden       |         | annulé                     | annulé                     | annulé                |
| 2 mars 2013       | Oberwiesenthal | HS106   | Ema Klinec                 | Michaela Dolezelova        | Juliane Seyfarth      |
| 3 mars 2013       | Oberwiesenthal | HS106   | annulé                     |                            |                       |
| 9 mars 2013       | Örnsköldsvik   | HS100   | Irina Avvakumova           | Julia Kykkaenen            | Ramona Straub         |
| 9 mars 2013       | Örnsköldsvik   | HS100   | Irina Avvakumova           | Julia Kykkaenen            | Anastasiya Gladysheva |
| 10 mars 2013      | Örnsköldsvik   | HS100   | Irina Avvakumova           | Ramona Straub              | Julia Kykkaenen       |

### Classement

#### Coupe estivale 2012
Classement définitif après les deux épreuves estivales :
| Rang | Nom                        | Points |
| ---- | -------------------------- | ------ |
| 1    | Daniela Iraschko           | 180    |
| 1    | Jacqueline Seifriedsberger | 180    |
| 3    | Anja Tepes                 | 100    |
| 4    | Julia Kykkaenen            | 82     |
| 5    | Bigna Windmueller          | 76     |
| 6    | Eva Logar                  | 74     |
| 6    | Atsuko Tanaka              | 74     |
| 8    | Alexandra Pretorius        | 72     |
| 9    | Evelyn Insam               | 68     |
| 10   | Elena Runggaldier          | 62     |
| 11   | Katja Požun                | 50     |
| 12   | Taylor Henrich             | 46     |
| 13   | Maja Vtič                  | 44     |
| 14   | Wendy Vuik                 | 31     |
| 15   | Maren Lundby               | 30     |
| 16   | Cornelia Roider            | 29     |
| 16   | Sonja Schoitsch            | 29     |

| Rang | Nom                      | Points |
| ---- | ------------------------ | ------ |
| 18   | Ursa Bogataj             | 26     |
| 19   | Line Jahr                | 25     |
| 20   | Katharina Keil           | 24     |
| 21   | Lisa Demetz              | 21     |
| 21   | Chiara Hoelzl            | 21     |
| 23   | Yurina Hirayama          | 20     |
| 24   | Seiko Koasa              | 17     |
| 24   | Aki Matsuhashi           | 17     |
| 26   | Roberta D'Agostina       | 9      |
| 27   | Jenny Rautionaho         | 7      |
| 28   | Dana Vasilica Haralambie | 5      |
| 28   | Noora Heikkinen          | 5      |
| 28   | Misaki Shigeno           | 5      |
| 28   | Ayuka Takeda             | 5      |
| 32   | Gyda Enger               | 4      |
| 33   | Barbora Blazkova         | 1      |

#### Coupe hivernale 2013
Classement après les quatre épreuves hivernales :
| Rang | Nom                   | Points |
| ---- | --------------------- | ------ |
| 1    | Irina Avvakumova      | 350    |
| 2    | Julia Kykkaenen       | 240    |
| 3    | Ramona Straub         | 230    |
| 4    | Anastasiya Gladysheva | 187    |
| 5    | Pauline Hessler       | 160    |
| 6    | Sofya Tikhonova       | 142    |
| 7    | Alexandra Kustova     | 138    |
| 8    | Nita Englund          | 131    |
| 9    | Nina Lussi            | 105    |
| 10   | Ema Klinec            | 100    |
| 11   | Charlotte Mitchell    | 85     |
| 12   | Michaela Doleželová   | 80     |
| 12   | Karoline Roestad      | 80     |
| 14   | Daria Grushina        | 66     |
| 15   | Stefaniya Nadymova    | 64     |
| 16   | Juliane Seyfarth      | 60     |
| 17   | Anna Odine Stroem     | 58     |
| 18   | Tonje Bakke           | 50     |

| Rang | Nom                 | Points |
| ---- | ------------------- | ------ |
| 19   | Jasmine Sepandj     | 49     |
| 20   | Melanie Faisst      | 36     |
| 21   | Sabrina Windmüller  | 26     |
| 21   | Xinyue Chang        | 22     |
| 23   | Barbara Klinnec     | 20     |
| 24   | Gianina Ernst       | 16     |
| 25   | Lucienne Hoeppner   | 15     |
| 26   | Katharina Keil      | 14     |
| 27   | Henriette Kraus     | 13     |
| 28   | Emilee Anderson     | 12     |
| 29   | Anna Rupprecht      | 8      |
| 30   | Lara Thomae         | 7      |
| 31   | Sonja Schoitsch     | 6      |
| 32   | Xueyao Li           | 5      |
| 33   | Michaela Rajnochova | 4      |
| 34   | Luisa Goerlich      | 2      |
| 35   | Lisa Wiegele        | 1      |